# امردوئیه
امردوئیه یک منطقهٔ مسکونی در ایران است که در بخش مرکزی شهرستان شهربابک واقع شده‌است. امردوئیه ۳۲۲ نفر جمعیت دارد.